# Mecklemburgo Noroccidental
Mecklemburgo Noroccidental (en alemán: Landkreis Nordwestmecklenburg) es uno de los seis distritos que, junto con las dos ciudades independientes de Schwerin y Rostock, forman el estado federal alemán de Mecklemburgo-Pomerania Occidental. Está ubicado al noreste del estado, limitando al norte con el mar Báltico, al este con el distrito de Rostock, al sur con Ludwigslust-Parchim y la ciudad de Rostock, y al oeste con el estado de Schleswig-Holstein; su capital es Wismar.
El distrito tiene una superficie de 2076 km², una altitud media de 37 m s. n. m., una población a fines de 2014 de 155 424 habitantes y una densidad poblacional de 73.72 hab/km².

## Geografía
El terreno del distrito de Mecklemburgo Noroccidental pertenece a gran parte de la región histórica Mecklemburgo Occidental y tiene al Klützer Winkel así como la parte oriental de Wismar junto con la isla Poel.

## Composición del Distrito
(Recuento de habitantes a 31 de diciembre de 2005)
Municipios /Ciudades
- 1. Boltenhagen (2490 habs.)
- 2. Grevesmühlen, Ciudad (11 015 habs.)
- 3. Insel Poel (2838 habs.)

Unión de Municipios/Ciudades (Amt)
| - 1. Amt Dorf Mecklenburg-Bad Kleinen 1. Bad Kleinen (3.699) 2. Barnekow (649) 3. Bobitz (2.737) 4. Dorf Mecklenburg * (3.090) 5. Groß Stieten (667) 6. Hohen Viecheln (668) 7. Lübow (1.389) 8. Metelsdorf (478) 9. Schimm (293) 10. Ventschow (817) - 2. Amt Gadebusch 1. Dragun (851) 2. Gadebusch, Stadt * (5.928) 3. Kneese (339) 4. Krembz (967) 5. Mühlen Eichsen (1.039) 6. Roggendorf (1.096) 7. Rögnitz (218) 8. Veelböken (807) - 3. Amt Grevesmühlen-Land ** 1. Bernstorf (345) 2. Börzow (771) 3. Gägelow (2.679) 4. Hanshagen (414) 5. Mallentin (764) 6. Plüschow (540) 7. Roggenstorf (449) 8. Rüting (592) 9. Testorf-Steinfort (685) 10. Upahl (756) 11. Warnow (653) | - 4. Amt Klützer Winkel 1. Damshagen (920) 2. Hohenkirchen (1.587) 3. Kalkhorst (1980) 4. Klütz, Ciudad * (3.182) 5. Moor-Rolofshagen (545) 6. Zierow (744) - 5. Amt Lützow-Lübstorf 1. Alt Meteln (1.359) 2. Badow (397) 3. Brüsewitz (2.381) 4. Cramonshagen (580) 5. Dalberg-Wendelstorf (572) 6. Gottesgabe (861) 7. Grambow (727) 8. Klein Trebbow (836) 9. Lübstorf (1.570) 10. Lützow * (1.576) 11. Perlin (414) 12. Pingelshagen (594) 13. Pokrent (762) 14. Renzow (451) 15. Seehof (1.019) 16. Zickhusen (629) - 6. Amt Neuburg 1. Benz (645) 2. Blowatz (1.197) 3. Boiensdorf (521) 4. Hornstorf (1.164) 5. Krusenhagen (533) 6. Neuburg * (2.137) | - 7. Amt Neukloster-Warin 1. Bibow (391) 2. Glasin (893) 3. Jesendorf (459) 4. Lübberstorf (268) 5. Neukloster, Ciudad * (4.142) 6. Passee (201) 7. Warin, Ciudad (3.736) 8. Zurow (1.384) 9. Züsow (377) - 8. Amt Rehna 1. Carlow (1.328) 2. Dechow (219) 3. Groß Molzahn (342) 4. Holdorf (424) 5. Köchelstorf (404) 6. Königsfeld (1.026) 7. Nesow (267) 8. Rehna, Ciudad * (3.084) 9. Rieps (377) 10. Schlagsdorf (1.157) 11. Thandorf (188) 12. Utecht (342) 13. Vitense (353) 14. Wedendorf (294) - 9. Amt Schönberger Land 1. Dassow, Stadt (4.036) 2. Grieben (169) 3. Groß Siemz (328) 4. Lockwisch (381) 5. Lüdersdorf (4.975) 6. Menzendorf (272) 7. Niendorf (320) 8. Papenhusen (350) 9. Roduchelstorf (284) 10. Schönberg, Ciudad * (4.462) 11. Selmsdorf (2.474) |